# Qullar (Bərdə)
Qullar è un comune dell'Azerbaigian situato nel distretto di Bərdə. Conta una popolazione di 520 abitanti.